# Allée Maintenon
Allée Maintenon är en återvändsgata i Quartier Notre-Dame-des-Champs i Paris sjätte arrondissement. Gatan är uppkallad efter Madame de Maintenon (1635–1719), som var morganatisk hustru till kung Ludvig XIV. Allée Maintenon börjar vid Rue de Vaugirard 114 bis.

## Omgivningar
- Notre-Dame-des-Champs
- Chapelle Saint-Vincent-de-Paul
- Chapelle Notre-Dame-des-Anges
- Rue Littré
- Villa de l'Astrolabe
- Rue d'Alençon
- Rue Mizon

## Bilder
| - Gatuskylt. - Notre-Dame-des-Champs. - Chapelle Notre-Dame-des-Anges. - Fasaddetalj vid Rue de Vaugirard. |

## Kommunikationer
- Tunnelbana – linje  – Saint-Placide
- Busshållplats Maine – Vaugirard – Paris bussnät

### Webbkällor
- ”Allée Maintenon”. Mairie de Paris. https://web.archive.org/web/20150910073518/http://www.v2asp.paris.fr/commun/v2asp/v2/nomenclature_voies/Voieactu/5854.nom.htm. Läst 27 oktober 2023.
- ”Allée Maintenon”. Les rues de Paris. https://web.archive.org/web/20190727201557/http://www.parisrues.com/rues06/paris-06-allee-maintenon.html. Läst 27 oktober 2023.